# ペリー郡 (イリノイ州)
ペリー郡（英: Perry County）は、アメリカ合衆国イリノイ州の南部に位置する郡である。2010年国勢調査での人口は22,350人であり、2000年の233,094人から3.2％減少した。郡庁所在地はピンクニービル市（人口5,648人）であり、同郡で人口最大の都市はドゥコイン市（人口6,109人）である。

## 歴史
ペリー郡は1827年にジャクソン郡とランドルフ郡の一部を合わせて設立された。郡名は米英戦争中の1813年、エリー湖の湖上戦でイギリス軍に対し決定的な勝利を挙げたオリバー・ハザード・ペリーに因んで名付けられた。

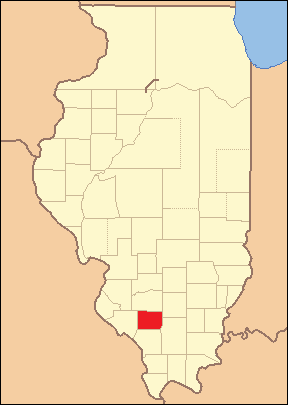
1827年郡創設時の領域、現在まで変わっていない

ペリー郡の初期には、内陸開拓者の基地になっていた。アメリカ独立戦争の退役兵で土地特許を持っていた者など初期開拓者はアメリカ合衆国東部から移住してきた。主にプロテスタントだった。1850年代に2つの要因で成長が加速された。1つはイリノイ・セントラル鉄道が郡東部を通ったことであり、もう1つは大量の石炭埋蔵が発見されたことだった。アイルランド、ポーランド、ドイツ、イタリアなどからの移民が到来し、1850年から1920年代まで着実に人口を増加させた。南北戦争の後はアフリカ系アメリカ人が北に大挙移住してきた。
鉱業は1990年代まで主要な雇用主であり続けた。

## 地理
アメリカ合衆国国勢調査局に拠れば、郡域全面積は446.95平方マイル (1,157.60 km2)であり、このうち陸地441.76平方マイル (1,144.2 km2)、水域は5.19平方マイル (13.4 km2)で水域率は1.16％である。ペリー郡はイリノイ州南部にある。郡庁所在地のピンクニービルは郡の中央にあり、セントルイス市からは南東に約70マイル (110 km) 、シカゴ市からは南西に約300マイル (480 km) に位置している。ミシシッピ川は西と南西を流れ、最も近いところで約10マイル (16 km) である。
郡の地形は概して平坦であり、うねりのある丘陵がある、東隣のフランクリン郡との郡境の一部はマッド川になっている。ボークー・クリークが郡内を南北に流れ、ピンクニービルの東を通っている。
郡内には、石炭を露天掘りした跡に残された多くの湖がある。現在レクリエーション地域となっているドゥコイン州立催事場とピラミッド州立レクリエーション地域にある湖はこうしてできたものである。

### 主要高規格道路
- アメリカ国道51号線
- イリノイ州道13号線
- イリノイ州道14号線
- イリノイ州道127号線
- イリノイ州道150号線
- イリノイ州道152号線
- イリノイ州道154号線

### 隣接する郡
- ワシントン郡 - 北
- ジェファーソン郡 - 北東
- フランクリン郡 - 東
- ジャクソン郡 - 南
- ランドルフ郡 - 西

## 気候と気象
近年、郡庁所在地であるピンクニービル市の平均気温は1月の22°F (-6 ℃) から7月の90°F (32 ℃) まで変化している。過去最低気温は1912年1月に記録された-22°F (-30 ℃) であり、過去最高気温は1934年7月に記録された113°F (45 ℃) である。月間降水量は2月の2.61インチ (66 mm) から5月の4.81インチ (122 mm) まで変化している。

## 人口動態
以下は2000年国勢調査による人口統計データである。
| 基礎データ - 人口: 23,094人 - 世帯数: 8,504 世帯 - 家族数: 5,842 家族 - 人口密度: 20人/km2（52人/mi2） - 住居数: 9,457軒 - 住居密度: 8軒/km2（21軒/mi2） 人種別人口構成 - 白人: 89.55% - アフリカン・アメリカン: 8.02% - ネイティブ・アメリカン: 0.23% - アジア人: 0.28% - 太平洋諸島系: 0.04% - その他の人種: 1.09% - 混血: 0.79% - ヒスパニック・ラテン系: 1.76% 先祖による構成 - ドイツ系：30.2％ - アメリカ人：17.8％ - アイルランド系：9.7％ - イギリス系：9.0％ - イタリア系：6.1％ - ポーランド系：5.5％ - オランダ系：1.0％ | 年齢別人口構成 - 18歳未満: 22.0% - 18-24歳: 10.3% - 25-44歳: 29.2% - 45-64歳: 22.5% - 65歳以上: 16.0% - 年齢の中央値: 38歳 - 性比（女性100人あたり男性の人口） - 総人口: 113.1 - 18歳以上: 114.8 世帯と家族（対世帯数） - 18歳未満の子供がいる: 30.1% - 結婚・同居している夫婦: 55.3% - 未婚・離婚・死別女性が世帯主: 9.7% - 非家族世帯: 31.3% - 単身世帯: 27.9% - 65歳以上の老人1人暮らし: 14.6% - 平均構成人数 - 世帯: 2.43人 - 家族: 2.96人 収入と家計 - 収入の中央値 - 世帯: 33,281米ドル - 家族: 41,064米ドル - 性別 - 男性: 29,169米ドル - 女性: 20,170米ドル - 人口1人あたり収入: 15,935米ドル - 貧困線以下 - 対人口: 13.2% - 対家族数: 10.1% - 18歳未満: 16.5% - 65歳以上: 10.1% |

## 郡区
ペリー郡は下記27の郡区に分割されている。郡区は通常の "Township" ではなく、"Precinct" が使われている。このような郡は州内に17ある。
| - ボークー - カトラー - ドゥコイン第1 - ドゥコイン第2 - ドゥコイン第3 - ドゥコイン第4 - ドゥコイン第5 - ドゥコイン第6 - ドゥコイン第7 | - ドゥコイン第8 - ドゥコイン第9 - ドゥコイン第10 - ドゥコイン第11 - ドゥコイン第12 - ピンクニービル第1 - ピンクニービル第2 - ピンクニービル第3 - ピンクニービル第4 | - ピンクニービル第5 - ピンクニービル第6 - ピンクニービル第7 - ピンクニービル第8 - サンフィールド - スワンウィック - タマロア第1 - タマロア第2 - ウィリスビル |

## 都市と町
- ドゥコイン
- ピンクニービル - 郡庁所在地
- カトラー
- セントジョーンズ
- タマロア
- ウィリスビル

## 国勢調査指定地域
- コナント
- スワンウィック
- ウィンクル